# Saison 3 de That '70s Show
Chronologie
Saison 2 de That '70s Show Saison 4 de That '70s Show
Cet article présente le guide des épisodes de la troisième saison de la série télévisée That '70s Show.

## Distribution
Sont crédités du statut d'acteurs principaux pour cette saison :
- Topher Grace (VF : Maël Davan-Soulas) (Eric Forman)
- Mila Kunis (VF : Sarah Marot) (Jackie Burkhart)
- Ashton Kutcher (VF : Tony Marot) (Michael Kelso)
- Danny Masterson (VF : Pascal Grull) (Steven Hyde)
- Laura Prepon (VF : Vanina Pradier) (Donna Pinciotti)
- Wilmer Valderrama (VF : Paolo Domingo) (Fez)
- Debra Jo Rupp (VF : Dany Laurent) (Kitty Forman)
- Kurtwood Smith (VF : Serge Blumenthal) (Red Forman)
- Tanya Roberts (VF : Annie Le Youdec) (Midge Pinciotti)
- Don Stark (VF : Paul Borne) (Bob Pinciotti)
- Lisa Robin Kelly (VF : Natacha Muller) (Laurie Forman)

- Des acteurs invités se joignent à la distribution de chaque épisode, de manière plus ou moins récurrente.

## Épisodes
| Numéros | Titres                                                                 | Scénariste(s) | Réalisateur(s) | Diffusion américaine | Diffusion française | Production |
| --- | ---------------------------------------------------------------------- | ------------- | -------------- | -------------------- | ------------------- | ---------- |
| 52 (3-01) | La Main dans le sac Reefer Madness                                     |               | David Trainer  | 3 octobre 2000       | sur Jimmy           | 301        |
| Après être sorti de prison, Hyde ne sait comment s'excuser auprès de Red pour son geste. Afin de sauver son ami, Eric avoue à son père qu'il lui arrive à lui aussi de consommer de la drogue. |                                                                        |               |                |                      |                     |            |
| 53 (3-02) | Red voit rouge Red Sees Red                                            |               | David Trainer  | 10 octobre 2000      | sur Jimmy           | 302        |
| Pensant n'être pas assez sévère avec ses enfants et Hyde, Red instaure un couvre-feu. Laurie déchante vite en apprenant qu'elle doit aussi en bénéficier. Bientôt, Red interdit aux autres membres du groupe de venir à la maison. Kitty décide d'intervenir... Note : Tanya Roberts ne figure pas dans cet épisode, bien que créditée. Il en va de même pour Don Stark. Lorsque Red imagine ce qu'il adviendrait de sa vie s'il se montrait gentil envers Eric, on peut voir que son fils serait devenu une caricature de Gene Simmons. |                                                                        |               |                |                      |                     |            |
| 54 (3-03) | Quelques conseils à l'usage des garçons Hyde's Father                  |               | David Trainer  | 17 octobre 2000      | sur Jimmy           | 304        |
| La bande sèche les cours et se rend dans un bar. Hyde retrouve son père Bud qui fait office de barman mais refuse de lui pardonner d'être parti et de l'avoir abandonné. Sous l'influence de Kitty, il accepte tout de même de partir emménager avec lui. Pendant ce temps, Donna est furieuse contre Eric car celui-ci cache des magazines pornographiques sous son lit. Notes : Le personnage de Bud apparaît pour la première fois. Tanya Roberts et Don Stark ne figurent pas dans cet épisode. |                                                                        |               |                |                      |                     |            |
| 55 (3-04) | Trop vieux pour les farces Too Old to Trick or Treat, Too Young to Die |               | David Trainer  | 31 octobre 2000      | sur Jimmy           | 303        |
| Cet épisode très spécial reprend les trames de plusieurs films réalisés par Alfred Hitchcock. Il ajoute même deux intrigues supplémentaires. Donna souhaite prouver à Eric qu'elle n'est pas ennuyeuse et demande des conseils à Jackie. Fez arrive au sous-sol déguisé en docteur du Rocky Horror Picture Show. Il vole la balle en caoutchouc d'Eric et les deux garçons montent sur le toit du garage. Eric manque de tomber et Fez, essayant de l'aider, tombe et se casse une jambe. Avec Hyde, il espionne les Pinciotti et pensent avoir découvert que Bob a tué Midge (Fenêtre sur cour). Pendant ce temps, Eric affronte sa peur du vide (Sueurs froides), tandis qu'une vieille voisine charge Kitty de surveiller ses volatiles (Les Oiseaux). Kitty en tue un et horrifiée par la présence macabre des animaux, demande à Laurie de la remplacer. De son côté, Red a oublié de payer un livreur de journaux depuis deux semaines et Kelso est pris en chasse par ledit livreur qui pense qu'il appartient à la famille Forman(La Mort aux trousses). Alors qu'il décide d'aller prendre une douche pour se remettre de ses émotions, il se fait agresser (Psychose). Notes : Jordan Masterson joue un livreur de journaux. Cet épisode faisant office d'histoire d'Halloween, tout le générique est modifié. Il en va de même pour les épisodes de Noël. Cet épisode est le second à de la série se basant sur Halloween. |                                                                        |               |                |                      |                     |            |
| 56 (3-05) | Le Roller disco Roller Disco                                           |               | David Trainer  | 14 novembre 2000     | sur Jimmy           | 305        |
| Jackie souhaite se rendre à une compétition de roller disco en compagnie de Hyde, mais celui-ci refuse d'y aller. Elle demande donc à Fez de l'accompagner. Ils sont observés et soutenus par Donna et Kelso. Pendant ce temps, Red et Éric visitent un médiateur sollicité par Earl qui accuse son ancien patron de l'avoir injustement renvoyé. Éric doit donc dire au médiateur s'il pense que son père est un homme au caractère soupe-au-lait. Notes : Le personnage de Earl apparaît pour la deuxième fois. Bien que crédités, Lisa Robin Kelly,Don Stark et Tanya Roberts ne figurent pas dans cet épisode. |                                                                        |               |                |                      |                     |            |
| 57 (3-06) | La Culotte d'Éric Eric's Panties                                       |               | David Trainer  | 21 novembre 2000     | sur Jimmy           | 307        |
| Eric prépare un exposé en compagnie de Shelly, une fille qui s'éprend follement de lui. Donna n'y voit aucune objection jusqu'à ce qu'elle découvre une culotte ne lui appartenant pas dans la voiture d'Eric. Pendant ce temps, le médecin prescrit à Red (qui souffre d'hypertension) de ne plus consommer de viande rouge, fromage ou bière mais de manger des biscottes et des flocons d'avoine à la place. |                                                                        |               |                |                      |                     |            |
| 58 (3-07) | Pouponnera, pouponnera pas ? Baby Fever                                |               | David Trainer  | 28 novembre 2000     | sur Jimmy           | 306        |
| Après s'être occupées du bébé d'une voisine, Kitty souhaite avoir un autre enfant et l'instinct maternel de Laurie commence à se montrer. Donna n'apprécie pas qu'Eric souhaite faire d'elle une femme au foyer lorsqu'ils seront mariés. Jackie casse la fourgonnette de Kelso et celui-ci lui demande des comptes. Note : Aucun personnage secondaire ou récurrent dans cet épisode. |                                                                        |               |                |                      |                     |            |
| 59 (3-08) | La Guerre des barbecues Jackie Bags Hyde                               |               | David Trainer  | 12 décembre 2000     | sur Jimmy           | 308        |
| Hyde réalise qu'il aime vraiment Jackie et qu'il peut lui demander un rendez-vous. Mais celle-ci se trouve un fiancé. Pendant ce temps, Bob (dont le magasin a fait faillite) organise un barbecue le même jour que Red qui, ignorant les raisons de son voisin, fait tout pour le battre. Note : Aucun personnage secondaire ou récurrent dans cet épisode. |                                                                        |               |                |                      |                     |            |
| 60 (3-09) | La Grande Fête de Hyde Hyde's Christmas Rager                          |               | David Trainer  | 19 décembre 2000     | sur Jimmy           | 311        |
| Ayant ré-emménagé avec son père, Hyde donne une fête démesurée. Eric, ivre, vomit sur les chaussures de Red. À la suite de cela, ce dernier demande à Bud d'être plus strict. Jackie emmène Donna dans un bar et drague un homme qui est sorti avec sa mère il y a vingt ans. Note : Le personnage de Bud apparaît pour la dernière fois. Lisa Robin Kelly, Tanya Roberts et Don Stark ne figurent pas dans cet épisode. |                                                                        |               |                |                      |                     |            |
| 61 (3-10) | Kelso a un plan Ice Shack                                              |               | David Trainer  | 9 janvier 2001       | sur Jimmy           | 309        |
| Kelso invite Eric et Donna à un double rendez-vous romantique avec lui et Jackie. Il souhaite prendre exemple sur Eric afin de s'améliorer aux yeux de Jackie. Mais Fez les suit. Léo demande à Hyde de faire quelque chose pour lui mais ce dernier placé sous contrôle judiciaire craint de se retrouver de nouveau en prison. Red rentre déjeuner de son travail et discute avec Laurie qui passe son temps à dormir. Note : Dans cet épisode, Hyde n'est jamais vu en compagnie de ses amis et il n'est mentionné qu'au début de l'histoire. Tanya Roberts et Don Stark ne figurent pas dans cet épisode. |                                                                        |               |                |                      |                     |            |
| 62 (3-11) | La Guerre Froide Who Wants It More?                                    |               | David Trainer  | 10 janvier 2001      | sur Jimmy           | 314        |
| Alors qu'ils préparent un exposé, Eric et Donna se disputent et cessent de faire l'amour. Kelso convainc Hyde, Fez et Léo qu'il a vu un OVNI. Pendant ce temps, Red se rend compte qu'il n'a pas d'amis et qu'au cas où il mourrait, il se retrouverait seul ou presque à son enterrement. Il décide donc de prendre des cours de gentillesse. Note : Lisa Robin Kelly ne figure pas dans cet épisode. |                                                                        |               |                |                      |                     |            |
| 63 (3-12) | Fez est amoureux Fez Gets the Girl                                     |               | David Trainer  | 16 janvier 2001      | sur Jimmy           | 310        |
| Fez tombe amoureux d'une jeune fille, Caroline, mais n'ose lui parler. Laurie prend des cours de coiffure et décide de se servir de Kitty comme modèle. Pendant ce temps, Eric est nommé employé du mois mais cela n'enchante pas Red. Enfin, Donna obtient deux tickets de concert pour aller voir Led Zeppelin mais Kelso, Jackie et Hyde veulent tous y aller. Note : Lisa Robin Kelly apparaît pour la dernière fois en tant que personnage régulier. Son nom et son image seront retirés à partir du générique du prochain épisode. |                                                                        |               |                |                      |                     |            |
| 64 (3-13) | Le dernier paiera Dine and Dash                                        |               | David Trainer  | 30 janvier 2001      | sur Jimmy           | 312        |
| Kelso invite toute la bande à venir dîner avec lui dans un restaurant grand luxe. Seulement il part sans payer, bientôt suivi de Fez, de Jackie et de Hyde. Eric et Donna se retrouvent seuls et décident d'élaborer un plan de vengeance. Pendant ce temps, Bob se vexe lorsqu'il apprend que Red refuse de lui donner du travail à présent qu'il est sans emploi (alors qu'il lui avait proposé une place de vendeur lorsque Red était au chômage). |                                                                        |               |                |                      |                     |            |
| 65 (3-14) | Sexy Donna Radio Daze                                                  |               | David Trainer  | 6 février 2001       | sur Jimmy           | 315        |
| Kelso souhaite acheter la voiture de Léo mais il ne dispose pas du prix nécessaire de 500 dollars. Il accepte de devenir l'esclave de Jackie pendant une semaine afin d'obtenir l'argent mais finalement Léo se rappelle qu'il avait promis de donner la voiture à son fils pour ses 16 ans et la cède donc gratuitement à Hyde. Pendant ce temps, Red, Eric, Bob et Donna déjeunent au fast-food. Un certain Max (ayant causé la faillite du magasin de Bob), vient les voir en indiquant qu'il recherche une fille pour travailler en tant que disc-jockey dans sa radio. Donna accepte l'offre mais Eric se sent délaissé car elle ne lui consacre plus de temps. Red part se plaindre auprès du chef de cuisine parce que la viande de son hamburger est trop cuite. Ce dernier renvoie Earl, responsable du service. Red se met en tête de trouver un nouvel emploi à Earl. Notes : Cet épisode est le premier dans lequel un membre du groupe (Donna ici) trouve un travail à plein temps. L'épisode marque la dernière apparition de Earl et du chef de cuisine. Tanya Roberts ne figure pas dans cet épisode, bien qu'elle soit créditée. |                                                                        |               |                |                      |                     |            |
| 66 (3-15) | La Culotte de Donna Donna's Panties                                    |               | David Trainer  | 13 février 2001      | sur Jimmy           | 313        |
| Eric joue au basket avec Hyde, Fez et Donna. Sentant qu'il est en train de perdre, il décide de détourner l'attention de l'équipe adverse en baissant le pantalon de Donna. Les trois garçons découvrent choqués qu'elle porte une culotte de vieille dame. Eric ne sait comment s'excuser. De son côté, Kelso découvre que Laurie (mentionnée mais non présente dans cet épisode) s'est trouvé un nouveau petit ami. Note : Tanya Roberts et Don Stark ne figurent pas dans cet épisode, bien qu'ils soient crédités. |                                                                        |               |                |                      |                     |            |
| 67 (3-16) | Week-end romantique Romantic Weekend                                   |               | David Trainer  | 20 février 2001      | sur Jimmy           | 316        |
| Eric et Donna décident de passer un week-end romantique dans un hôtel mais sont surpris lorsqu'ils découvrent que Red et Kitty occupent la chambre mitoyenne de la leur. La situation s'aggrave lorsqu'Eric se retrouve à la porte des deux chambres. Kelso se confie à Hyde, Jackie et Fez de ses problèmes sexuels avec Pam Macy. |                                                                        |               |                |                      |                     |            |
| 68 (3-17) | L'Anniversaire de Kitty Kitty's Birthday - Is That Today!?             |               | David Trainer  | 27 février 2001      | sur Jimmy           | 317        |
| C'est l'anniversaire de Kitty, mais seul Hyde s'en souvient. Pour maquiller leur acte, Eric et Red tentent de faire comme s'ils avaient fait semblant d'oublier, mais Kitty furieuse en parle à Donna. Pendant ce temps, Kelso décide de devenir le meilleur ami de Jackie et Hyde découvre que Caroline, la nouvelle fiancée de Fez est une vraie psychopathe. |                                                                        |               |                |                      |                     |            |
| 69 (3-18) | Kelso fait de la psycho The Trials of Michael Kelso                    |               | David Trainer  | 13 mars 2001         | sur Jimmy           | 318        |
| Afin de voir si elle peut se remettre avec Kelso, Jackie le teste. Donna, mise au secret, ne peut tenir sa langue et révèle tout à Kelso, qui panique à l'idée de rater le dernier test. Pendant ce temps, Eric et Hyde viennent en aide à Fez qui s'est fait brutaliser par un rival. Ils redécorent les vestiaires sportifs avant de s'apercevoir qu'ils se sont trompés de vestiaire. Red et Kitty se demandent pourquoi ils ne sont pas invités à une fête organisée par Midge et Bob, jusqu'à ce qu'ils apprennent que leurs voisins pratiquent le naturisme. |                                                                        |               |                |                      |                     |            |
| 70 (3-19) | Éric se lâche Eric's Naughty No-No                                     |               | David Trainer  | 27 mars 2001         | sur Jimmy           | 319        |
| La bande se rend au cinéma afin de voir leur premier film pornographique. Fez est tout émoustillé et la projection incite Eric à entamer de nouvelles positions au lit avec Donna, même si celle-ci ne donne pas entièrement son accord. De son côté, Kelso, ravi d'être de nouveau en couple avec Jackie, décide de ne plus jamais lui mentir et lui révèle toutes les farces commises à son insu. Paula, la sœur de Kitty, est de retour en ville et revient la voir, ce qui ne la satisfait guère. Note : Le personnage de Paula effectue son unique apparition et ne sera curieusement plus jamais mentionné après cet épisode. |                                                                        |               |                |                      |                     |            |
| 71 (3-20) | Folle de Fez Holy Craps!                                               |               | David Trainer  | 17 avril 2001        | sur Jimmy           | 320        |
| Donna et Jackie passent un moment en compagnie de Caroline et s'aperçoivent que c'est une psychopathe. Elles tentent de le révéler à Fez, mais celui-ci reste sourd à leurs interventions. Pendant ce temps, Kitty oblige Eric, Hyde, Kelso et Red à l'accompagner à l'église. Dans le cadre de la journée portes ouvertes, Red vend des billets de tombola (qu'il délaisse pour jouer à un jeu d'argent), Kelso et Hyde organisent un loto (qu'ils trafiquent afin de remporter tous les lots) et Eric s'occupe d'animer la "marche du gâteau", variante des chaises musicales. Il rencontre un homme qui lui conseille de ne jamais se marier avec sa petite amie de lycée. Aucun des hommes ne songent qu'ils sont en train de gâcher la journée de Kitty. Note : Kevin McDonald apparaît pour la seconde fois (sur six) dans le rôle du pasteur Dave. Tanya Roberts et Don Stark ne figurent pas dans cet épisode. |                                                                        |               |                |                      |                     |            |
| 72 (3-21) | Fez sort avec Donna Fez Dates Donna                                    |               | David Trainer  | 1er mai 2001         | sur Jimmy           | 321        |
| Ayant compris les intentions machiavéliques de Caroline, Fez prétend sortir avec Donna afin qu'elle le laisse tranquille. Pendant ce temps, Jackie et Kelso se disputent tandis qu'Eric et Hyde entament un étrange tournoi de paris. Bob vient trouver Red en lui affirmant qu'il possède la moitié de ses biens, mais il lit le plan à l'envers, ce qui signifie que Red serait propriétaire de la moitié de la maison des Pinciotti. Note : L'épisode marque la dernière apparition en tant que personnage récurrent de Caroline. |                                                                        |               |                |                      |                     |            |
| 73 (3-22) | Le Tatouage d'Éric Eric's Drunken Tattoo                               |               | David Trainer  | 1er mai 2001         | sur Jimmy           | 322        |
| En cuisinant, Kitty coupe accidentellement le pouce de Red et le contraint à porter un pansement. Dans la soirée, ils reçoivent le pasteur Dave à dîner. Red laisse accidentellement tomber son pansement dans le plat et lorsque le pasteur Dave doit d'urgence se rendre à l'hôpital, il pense être responsable jusqu'à ce que le médecin révèle la cause du lavage d'estomac : une intoxication alimentaire due à une saucisse mal cuite. Pendant ce temps, Éric lit discrètement le journal intime de Donna et découvre qu'elle aimerait qu'il soit un peu plus méchant et dangereux. Il décide donc de demander à Léo de lui faire un tatouage sur les fesses. Kelso parle dans son sommeil et ne fait que répéter "ça ne va pas marcher, Jackie". Cette dernière fait tout pour découvrir de quoi il retourne et se rend compte que Kelso l'aime assez pour rêver qu'il est marié avec elle. Notes : Le pasteur Dave apparaît pour la troisième fois. Don Stark et Tanya Roberts ne figurent pas dans cet épisode. |                                                                        |               |                |                      |                     |            |
| 74 (3-23) | Le Voyage au Canada Canadian Road Trip                                 |               | David Trainer  | 8 mai 2001           | sur Jimmy           | 324        |
| Eric, Hyde et Fez souhaitent se rendre au Canada afin d'acheter illégalement de la bière. Mais ils refusent que Kelso vienne avec eux, jusqu'à ce qu'il offre de payer l'essence et les bières. Sur place, ils tombent sur Léo qui décide de les accompagner. Malheureusement, Fez égare sa carte verte et ils échouent tous au poste où Léo ne fait que répéter les questions posées par l'officier, Hyde se montre cynique, Fez feint de ne pas parler la langue locale et Kelso se montre stupide. Seul Eric consent à se montrer honnête. Pendant ce temps, une agence de mannequinat recrute Jackie mais Donna doute de la sincérité de la responsable. Red de son côté, offre à Kitty un magnétoscope. Notes : Don Stark et Tanya Roberts ne figurent pas dans cet épisode. La carte verte étant un document permettant de séjourner légalement aux États-Unis, Fez aurait eu des problèmes s'il voulait quitter le Canada. De même, si Kelso et Léo n'étaient pas venus au Canada avec les autres, ceux-ci n'auraient pas pu acheter de bière, puisque Kelso et Léo sont les seuls à être majeurs. |                                                                        |               |                |                      |                     |            |
| 75 (3-24) | L'Interview Backstage Pass                                             |               | David Trainer  | 15 mai 2001          | sur Jimmy           | 323        |
| Donna obtient le droit d'interviewer une star du rock, ce qui laisse Eric penser qu'il se sent inférieur et qu'il ne la mérite pas. Pendant ce temps, Kelso passe une journée romantique en compagnie de Jackie et de leur côté, Red et Kitty ne parviennent pas à se rappeler leur première rencontre tandis que Bob et Midge s'apprêtent à fêter leur dix-huitième anniversaire de mariage. |                                                                        |               |                |                      |                     |            |
| 76 (3-25) | Les Seigneurs de l'anneau The Promise Ring                             |               | David Trainer  | 22 mai 2001          | sur Jimmy           | 325        |
| Eric offre à Donna une bague de fiançailles, signe d'un engagement éternel, que Donna conçoit mal. Jackie envie Donna car Kelso, contrairement à Eric, ne se montre jamais romantique (ou rarement). Fez et Hyde décident d'aller draguer des filles. Notes : Tanya Roberts apparaît pour la dernière fois en tant que personnage régulier. Cet épisode marque le début de la première rupture entre Eric et Donna. |                                                                        |               |                |                      |                     |            |